# ピピル
ピピル（ピピル、Pipil）は、エルサルバドル西部から中部にかけて居住する先住民である。言語はナワ語群のナワト語（ピピル語とも）を話す。ピピルの祖先はトルテカ時代の10世紀にメキシコから今のエルサルバドルへ移動してきた。

## 語源
「ピピル」とはナワト語で「貴人、主人」などの意味をもつピピルツィン(ナワ語群: pilli, 複数形 pipiltin)に由来するとされるが、「子供、小さな人」を意味するピピルトトン(ナワ語群: piltontli, 複数形 pipiltotontin)に由来するともいう。エルサルバドルを征服したペドロ・デ・アルバラードに同盟してやってきたトラスカラ人ほかのメキシコの同じナワ族の人々によって、エルサルバドルほかの中央アメリカに住むナワ族を呼ぶのにこの名称が使用された。明らかにナワト語の発音が彼らにとって子供がしゃべる舌たらずのナワトル語のように聞こえたためである。

## 歴史

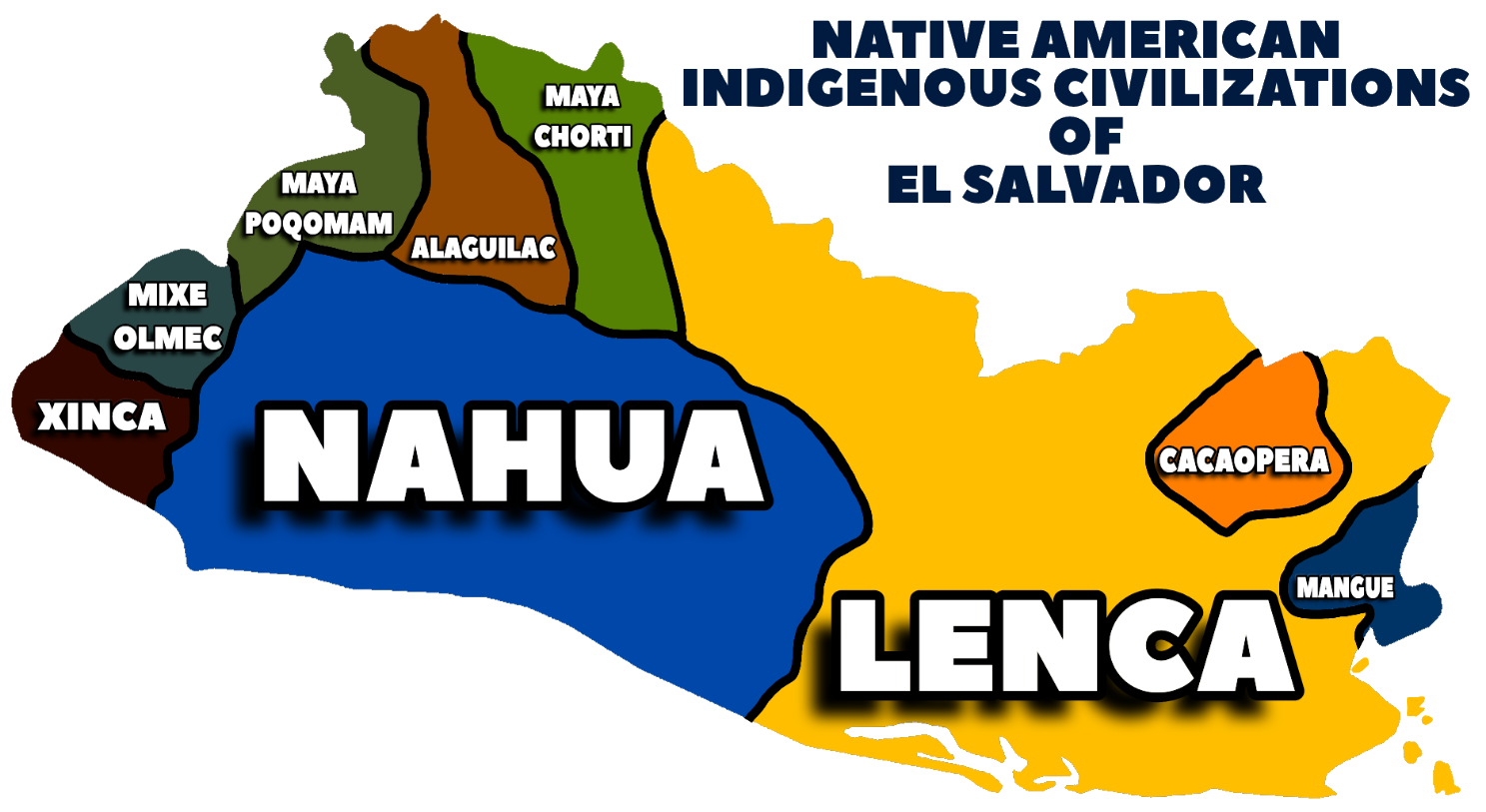
スペイン人到来時のエルサルバドルの民族分布の推測

考古学、言語学、言語年代学的証拠によれば、今のメキシコのドゥランゴ州、サカテカス州、サン・ルイス・ポトシ州に住んでいた人々の一部が西暦500-600年ごろにベラクルス州へ、800年ごろにメキシコ南部のソコヌスコへ移動した。彼らがピピルの祖先になり、移動しなかった人々はノノアルカの祖先になった。これらの人々はどちらもトルテカ文明の影響を受けた。900年ごろにピピルはグアテマラの一部、ホンジュラス、およびエルサルバドルへと移動した。ホンジュラスからはニカラグアの一部に移動し、ニカラオ（ニカラグア湖沿岸に住んでいたナワト語を話す人々）の祖先になった。
今のグアテマラでは、ピピルはイツクィンテペケ（今のエスクィントラ）の町を建設し、マヤ人（カクチケル族、キチェ族、ツトゥヒル族）の影響を受けた。今のホンジュラスでは、ピピルはコマヤグア、オランチョ、アグアン、チョルテカの谷に居住し、マヤ系のチョルティ族の影響を受けた。今のエルサルバドルでは、1200年ごろにクスカトラン国を立てた。この国はパス川からレンパ川まで広がり、すなわちエルサルバドルの西部および中部の大部分を占めていた。
1524年にイツクィンテペケのピピルはペドロ・デ・アルバラードに征服された。1528年にはクスカトラン国が征服された。1530年までにホンジュラスとニカラグアのピピル人が征服された。スペイン人による植民地化と同化によって、グアテマラ、ホンジュラス、ニカラグアのピピル人は消滅したが、エルサルバドルにおいてはピピルの言語と文化が20世紀まで残った。
1932年に農民反乱が発生したが、マクシミリアーノ・エルナンデス・マルティネス将軍の率いる政府軍によって鎮圧され、このときに殺害されたピピルの数は25000人から32000人にのぼると推計されている。先住民に対するジェノサイドの結果、多くのピピルがナワト語や伝統を捨てることになった。その後の迫害によって多くのピピルはその言語と文化のアイデンティティを隠すようになった。現在のピピルは個別の集団を特定できる衣装・言語などの要素を失っている。
ナワト語の話者は2004年の報告では200人に満たないとされる。1992年にエルサルバドル内戦が終結した後、2003年からドン・ボスコ大学 (es:Universidad Don Bosco) を中心としてナワト語復興フロジェクトが進められている。